# Garth Marenghi’s Darkplace
Garth Marenghi’s Darkplace – brytyjski serial telewizyjny, parodia horroru stworzona dla Channel 4 przez Richarda Ayoade i Matthew Holnessa. Serial skupia się na „mrocznych” losach tytułowego bohatera Gartha Marenghi (Matthew Holness) i jego wydawcy, Deana Learnera (Richard Ayoade).
Darkplace jest przedstawiony jako zagubiony klasyk z lat 80., który nie doczekał się swojej transmisji w ówczesnym czasie. To parodia niskobudżetowych produkcji telewizyjnych z lat 80., a w szczególności horroru i science fiction. Serial charakteryzuje celowa zła gra aktorska, słabej jakości efekty specjalne oraz niejednoznaczne, często pozbawione sensu wypowiedzi.
Pomimo niskiej oglądalności spowodowanej emisją w późnych godzinach nocnych, serial odniósł znaczący sukces w Internecie, co zmusiło Channel 4 do wznowienia emisji i wydania wersji DVD. W 2005 roku kanał Film Four zasugerował twórcom napisanie scenariusza do filmowej wersji swojego serialu.
Garth Marenghi’s Darkplace został później wyemitowany w USA na kanałach Sci-Fi Channel i Adult Swim.

## Obsada
- Matthew Holness jako Garth Marenghi, „Autor, marzyciel, wizjoner, no i aktor”, który gra lekarza Ricka Douglessa. „Doug” – to weteran wojny o Falklandy i wojny wietnamskiej, a także były czarnoksiężnik. Przez cały czas nosi przy sobie rewolwer Magnum. Lidia Fox gra jego żonę.
- Richard Ayoade jako Dean Lerner, wydawca Gartha, odgrywa rolę szpitalnego administratora Thorntona Reeda i rozmawia z niewidocznym ordynatorem szpitala – Wantonem. Jego bronią jest markowa strzelba. Dean jest jeńcem wojennym, brał udział w wojnie koreańskiej, w której stracił jedno jądro.
- Matt Berry jako Todd Rivers, aktor grający Luciena Sancheza: niewiarygodnie przystojnego lekarza o bardzo niskim głosie, którego „włosy są zawsze starannie ułożone”. Zazwyczaj korzysta z pistoletu automatycznego. Służył razem z Dougiem w Wietnamie.
- Alice Lowe jako Madeleine Wool, gra panią lekarz Liz Asher: stereotypową blondynkę, która od czasu do czasu przejawia zdolności paranormalne (czasem nasilające się podczas Z.N.P.). Madeleine Wool zaginęła z momentem zakończenia serialu. Dean twierdzi, że prawdopodobnie nie żyje, przez co jest podejrzany o związek z tą sprawą.

## Emisja
Po raz pierwszy serial został wyemitowany w 2004 roku. Prawdopodobnie jednak niska oglądalność przyczyniła się do zaprzestania produkcji po pierwszej serii. W październiku 2006 roku Channel 4 zdecydował się na emisję powtórki serialu oraz na wydanie wersji DVD.
27 lipca 2006 Darkplace miało swoją premierę w Stanach Zjednoczonych na kanale Sci-Fi Channel.
Darkplace można obejrzeć na All 4 (serwis VOD kanału 4); został także emitowany na UK Gold w styczniu 2016 roku.

## DVD
Wersja DVD ukazała się 16 października 2006 roku.